# Jan Crell
Johannes Crellius (26 juillet 1590, Hellmitzheim près de Nuremberg – 11 juin 1633), aussi connu comme Hans Krell et Jan Crell, théologien polono-allemand.

## Biographie
Disciple de Socin, il est pasteur à Cracovie et y répand sa doctrine. Comme Socin, sa christologie rejette la préexistence du Christ, mais accepte la naissance virginale.
Ses principaux ouvrages sont : 
- Ad librum Hugonis Grotii quem de satisfactione Christi... (1623) ;
- De Deo et eius attributis... (1630) ;
- De uno Deo Patre libri duo (1631) ;
- Tindiciae pro religionis libertate, (1637), traduit par Jacques-André Naigeon sous ce titre : De la Tolérance

Son fils, Christophe, et son petit-fils, Samuel, sont aussi de zélés unitaires : on a de ces derniers Fides primorum Christianorum, 1697.
Ses ouvrages ont influencé Voltaire, John Locke et Thomas Belsham.

## Source
Cet article comprend des extraits du Dictionnaire Bouillet. Il est possible de supprimer cette indication, si le texte reflète le savoir actuel sur ce thème, si les sources sont citées, s'il satisfait aux exigences linguistiques actuelles et s'il ne contient pas de propos qui vont à l'encontre des règles de neutralité de Wikipédia.